# Pattonimus
Pattonimus is een geslacht van zoogdieren uit de familie van de Cricetidae. De wetenschappelijke naam van het geslacht werd in 2020 gepubliceerd door Brito et al.

## Soorten
Er worden 2 soorten in dit geslacht geplaatst:
- Pattonimus ecominga Brito et al., 2020
- Pattonimus musseri Brito et al., 2020

Aegialomys · Amphinectomys · Casiomys · Cerradomys · Drymoreomys · Eremoryzomys · Euryoryzomys · Handleyomys · Holochilus · Hylaeamys · Lundomys · Megalomys · Megaoryzomys · Melanomys · Microakodontomys · Microryzomys · Mindomys · Neacomys · Nectomys · Nephelomys · Nesoryzomys · Noronhomys · Oecomys · Oligoryzomys · Oreoryzomys · Oryzomys · Pattonimus · Pennatomys † · Pseudoryzomys · Scolomys · Sigmodontomys · Sooretamys · Tanyuromys · Transandinomys · Zygodontomys